# 吉崎エイジーニョ
吉崎 エイジーニョ（よしざき エイジーニョ、1974年6月12日 - ）は、サッカージャーナリスト・コラムニスト・スポーツライター。

## 人物
- 福岡県北九州市出身[1]。本名：吉崎英治[1]。
- アジアとヨーロッパ、両者と比較しながら日本の姿を描く。
- 高校時代はサッカー部に所属。
- 大阪外国語大学朝鮮語学科卒後、スポーツ雑誌にサッカーについてのコラム・取材記を多数執筆。自らも海外サッカーの選手を目指したいとしてドイツのアマチュアリーグに出場し得点を挙げたことがあった。

## 著書ほか
「オレもサッカー『海外組』になるんだ!!!」（07年　PARCO出版）
「オトン、サッカー場へ行こう!」（09年　新潮社）　※ミズノスポーツライター賞最終ノミネート作
「日本vs韓国　ありそうでなかった日韓サッカー徹底比較」（11年　ぱる出版）
共著
「学級崩壊立て直し請負人」（12年　新潮社　菊池省三と共著）
翻訳書
「金正日最後の賭け」（09年　チャン・ソンミン著　武田ランダムハウス／原題
「朴智星自伝　名もなき挑戦」（10年　朴智星著　小学館集英社プロダクション）
「ホン・ミョンボ」（12年　チョン・グァンリョル、クク・ヨンホ著　実業之日本社）
連載
週刊サッカーマガジン　「韓国関連情報」2001年8～2013年10月
Number 「連載コラム」　2005年4月～2013年3月
スポーツソウル（韓国語）　「連載コラム」　2013年8月～現在
【JCB×Jリーグ】 J×J FIELD - JCBキャンペーンサイト 「Jリーグ経済研究所」2013年1月～現在
小説宝石　「Jリーグ　監督の言葉」　2011年3月～現在
ラジオ
Cross FM 「ギラヴァンツ北九州コーナー」　2011年4月～2012年3月
TBSラジオ「荻上チキ・Session-22」　不定期出演